# 金洛五
金 洛五（キム・ナゴ、朝鮮語: 김낙오、1900年6月25日 - 没年不詳）は、大韓民国の児童養護施設経営者、政治家。第2代韓国国会議員。本貫は金海金氏。キリスト教徒。

## 経歴
全南宝城出身。光州西中学校卒。時期は不明だが筏橋邑議会議員を務め、同地で児童養護施設を経営した。1950年の第2代総選挙に国民会の公認で立候補して当選し、国会議員を務めた。
その後の消息は定かではないが、1979年時点ではすでに故人であるとされる。